# Marija Bursać
Marija Bursać, bosanskohercegovska komunistka, partizanka in narodni heroj, * Kamenica pri Drvarju, 2. avgust 1921, † Vidovo selo, 22. september 1943.
Z zbiranjem mladine in žena je vneto sodelovala z NOG. Članica SKOJ-a je postala leta 1941, KPJ pa 1942. Pri napadu na nemške bunkerje pri vasi Prkos med Vrtočem in Kulen Vakufom je bila težko ranjena. Umrla je v bolnišnici 5. korpusa. 
Bila je prva ženska, ki ji je bil dodeljen naziv narodnega heroja za njeno junaštvo kot pripadnica 10. krajiške brigade.